# Hydropsyche valkanovi
Hydropsyche valkanovi là một loài Trichoptera trong họ Hydropsychidae. Chúng phân bố ở miền Cổ bắc.